# Cliffortia bolusii
Cliffortia bolusii är en rosväxtart som beskrevs av Friedrich Ludwig Diels och C.Whitehouse. Cliffortia bolusii ingår i släktet Cliffortia och familjen rosväxter. Inga underarter finns listade i Catalogue of Life.